# Parque Ponte dos Bilhares
O Parque dos Bilhares é um parque urbano da cidade de Manaus, no Brasil. Localizado às margens do igarapé do Mindu, tem como limites as avenidas Djalma Batista e Constantino Nery e os igarapés do Mindu e da Cachoeira, conta com diversas opções de lazer e cultura. Com cerca de 60.000 metros quadrados é dotado de inúmeros play-grounds, bares, pista de cooper, estacionamentos, campo de futebol, teatro de arena, lago artificial, quadras poliesportivas e ciclovia. O Parque dos Bilhares está situado em meio a uma das áreas mais caras e de grande importância para a cidade de Manaus: entre as avenidas Constantino Nery e Djalma Batista. Por lá passa também um dos maiores igarapés de Manaus, cortando o parque ao meio: o Igarapé do Mindu.
Os frequentadores do parque dispõem de uma completa infra-estrutura de serviços, que inclui café bar, pizzaria, sorveteria, tacacaria, biblioteca, quadras poliesportivas, campo de futebol de areia, campo de futebol society, equipamentos para ginástica, praça de skate, pista para caminhada e bicicleta, lago artificial, playground e teatro de arena, entre outros atrativos, tudo numa só área de fácil acesso próxima ao centro da cidade.
Quem está passeando ou fazendo compras no Millenium Shopping, que fica entre essas duas avenidas, pode deslocar-se com facilidade e rapidez ao parque. Em menos de cinco minutos, o visitante poderá desfrutar de um ambiente completamente diferente: ao ar livre, arborizado e com pessoas de todas as idades divertindo-se nos vários equipamentos que o Parque dos Bilhares oferece. De táxi ou ônibus que circulam nas avenidas Constantino e Djalma, o acesso também é fácil.

## História
O Parque dos Bilhares foi inaugurado no dia 24 de outubro de 2006, pela Prefeitura de Manaus, data de aniversário da cidade, com o objetivo de oferecer lazer à população e, ao mesmo tempo, preservando o meio ambiente. A partir de então, consolidou-se como um dos principais pontos de encontro e espaço cultural e de lazer de Manaus.
Na concepção arquitetônica conhecida como Belle Époque, o lugar procura resgatar um período já quase esquecido, quando os bondes trafegavam pela cidade e tinham a tradicional Ponte dos Bilhares como última parada. Os bondinhos atuaram em Manaus por mais de 60 anos e funcionaram até o final da década 50. O Parque traz ainda nos traços de sua arquitetura (quiosques, bancos, jardins) o retrato de um passado em que as praças da cidade eram lugares públicos agradáveis e bem freqüentados pela população.

## Infraestrutura
- Rádio Parque

Instalada no espaço destinado ao apoio administrativo, possui equipamentos doados pelo Centro Universitário do Norte (UniNorte). Divulga todas as programações do parque, prestando serviços de utilidade pública e ainda uma vasta programação musical que irá divulgar os artistas da nossa cidade. Equipada com computadores conectados à internet e um grande acervo de livros infantis, tornando realidade a inclusão digital das crianças, além de estimular o hábito de leitura, servindo como espaço educativo e cultural. Funciona em parceria com o Serviço Social da Indústria (Sesi).
- Quadras poliesportivas

Duas quadras poliesportivas em concreto (22x36m) e uma de areia, cercadas e iluminadas que oferecem lazer aos usuários, além de ser um espaçamento da Av. Constantino Nery em relação à Praça da Fogueira, que auxilia na dispersão dos sons veiculares.
- Lago

Possui um deque elevado e jatos d’água (chafarizes), auxiliando na oxigenação deste, conferindo um valor estético, estimulando a contemplação e até mesmo o lazer ativo, servindo de pano de fundo ao teatro de arena. Possui diversas espécies de peixes e quelônios.
- Pista de skate

Foi instalada amparada nas constatações sobre a força vitalizadora do skate, que congrega em sua tribo/esporte as mais diversas faixas etárias, que se utilizam deste de maneira continua e constante.
- Passarela

As duas áreas (leste e oeste) foram ligadas por meio de uma ponte metálica de 72 m de extensão, locada na cota 31, sob a ponte citada, estabelecendo um eixo de contato entre as mesmas e seus equipamentos, servindo de passagem para pedestres e ciclistas.
- Playgrounds

Espaços criados especialmente para a diversão das crianças, um no lado leste e dois no lado oeste, são amplamente utilizados, compostos por balanços, gira-gira, gangorras e escorregadores. Foram confeccionados em madeira de reflorestamento, aliando o conceito temático ao ecológico.
- Praça da Fogueira

Esta praça com seu espaço aberto, suas arquibancadas e suas luminárias, dispostas ao redor da base para a fogueira, pretende valorizar a característica folclórica regional, funcionando, também, como uma extensão da área para artesanato. Funciona diariamente de 16h às 24h, e nos finais de semana até às 2h. Oferece diversos tipos de bebidas e petiscos, além de pizzas, açaí e caldos. Música ao vivo às sextas e sábados.
- Gastronomia

Espaço destinado à comercialização de sorvetes e comidas regionais, como tacacá, tapiocas, bolinhos de macaxeira, açaí, e outras.
- Anfiteatro

Responde como atração cultural e de contemplação, por estar localizado no lado leste, próximo ao acesso pela av. Djalma Batista. A massa arbórea disposta na região possui função de barreira sonora, compondo uma moldura ao envolvê-la por três lados, criando uma atmosfera lúdica, tendo como cenário de fundo, a lagoa.
- Área para artesanato

Para barracas móveis de artesanato e outras diversidades, contígua à Praça da Fogueira. Pensa-se na estipulação de um período para este acontecimento, podendo o mesmo funcionar como área de apoio em ocasiões de festas folclóricas e outras.